# Roberta (Géorgie)
Pour les articles homonymes, voir Roberta.
Roberta est une ville américaine située dans le comté de Crawford dans l’État de Géorgie. Au recensement de 2010, sa population était de 1 007 habitants.

## Démographie
| 1900 | 1910 | 1920 | 1930 | 1940 | 1950 |
| ---- | ---- | ---- | ---- | ---- | ---- |
| 252  | 227  | 404  | 449  | 535  | 673  |

| 1960 | 1970 | 1980 | 1990 | 2000 | 2010  |
| ---- | ---- | ---- | ---- | ---- | ----- |
| 714  | 746  | 859  | 939  | 808  | 1 007 |

## Traduction
- (en) Cet article est partiellement ou en totalité issu de l’article de Wikipédia en anglais intitulé « Roberta, Georgia » (voir la liste des auteurs).